# لشکر سی و هفتم داوطلب سواره‌نظام اس‌اس لوتسوو
لشکر سی و هفتم داوطلب سواره‌نظام اس‌اس لوتسوو (به آلمانی37. SS-Freiwilligen-Kavallerie-Division:) یکی از لشکرهای وابسته به وافن اس‌اس در جنگ جهانی دوم بود.

## فرماندهان
- والدمار فگلاین
- کارل گزله